# Пан (мифология)
Пан (др.-греч. Πάν) — древнегреческий бог пастушества и скотоводства, плодородия и дикой природы, культ которого имеет аркадийское происхождение. Этимология имени традиционно, начиная с гомеровых гимнов, связывалась с греч. πάς, «весь». В настоящее время принято связывать имя Пана с греч. Πάω — «пасти»; на этой основе высказывались предположения об общем индоевропейском происхождении Пана и Пушана из ведического пантеона.

## Родословная
По гомеровскому гимну, Пан считается сыном Гермеса и дочери Дриопа. По другой версии, сын Гермеса и Орсинои.
По другому сказанию, сын Зевса и Гибрис, научил Аполлона искусству прорицания, или Зевса от Фимбриды, или от Ойнеиды. По Эпимениду, сын Зевса от Каллисто и близнец Аркада.
Есть версия, что Пан — сын Гермеса и Пенелопа, родившийся в Мантинее в Аркадии. По Дуриду, он родился у Пенелопы от её сожительства со всеми женихами. По Евфориону, сын Пенелопы и Аполлона.
По Арефу из Тегеи, сын Эфира от Энои.
По Дидимарху, сын Геи.
По Аполлодору Афинскому, вообще не имел родителей.
Также это эпитет Зевса в орфической теогонии.

## Предание

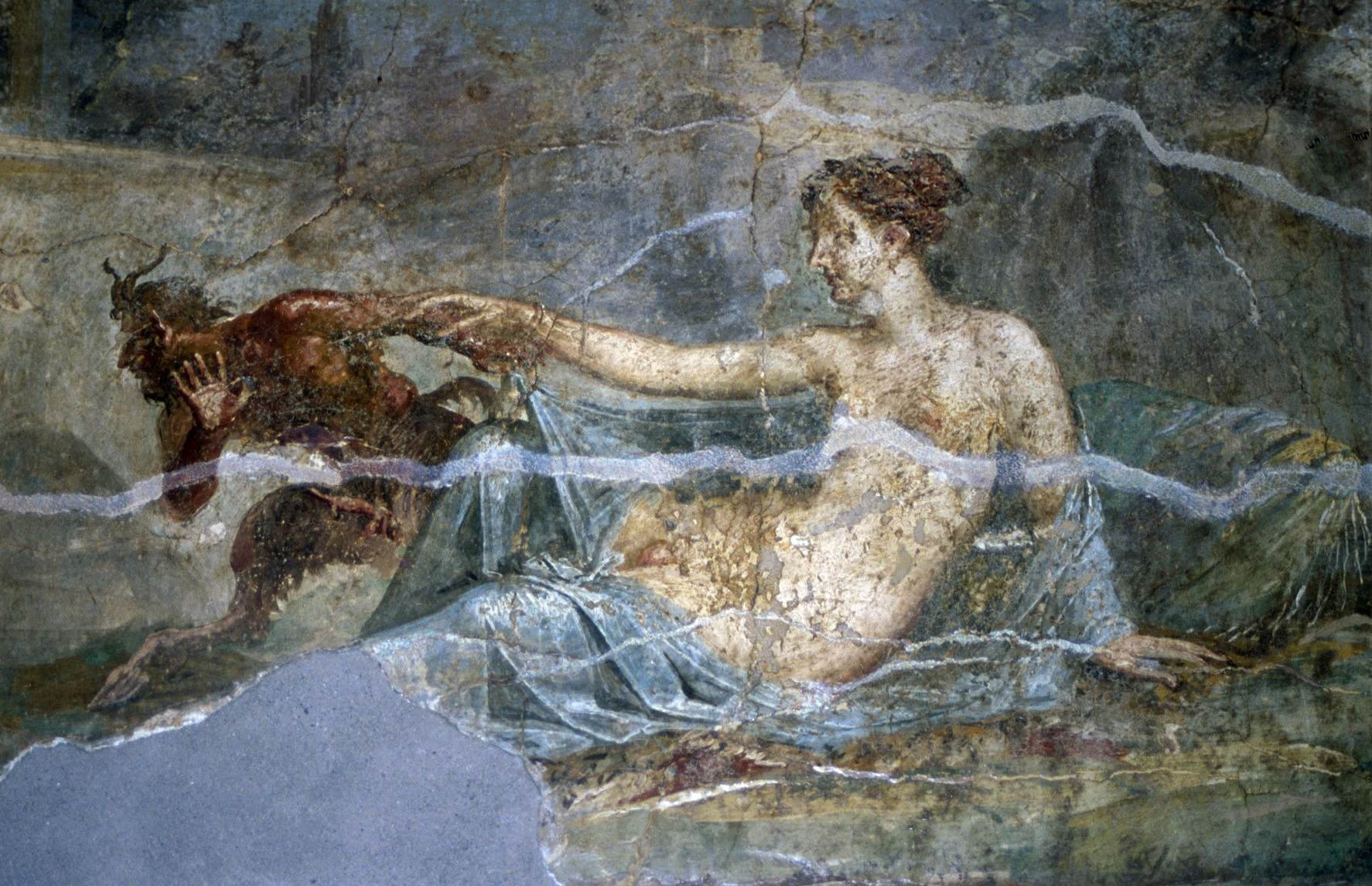
Пан и Гермафродит, античная фреска из Помпей

По гомеровскому гимну, он родился с козлиными ногами, длинной бородой и рогами и тотчас же по рождении стал прыгать и смеяться. Испуганная необычайной наружностью и характером ребёнка, мать покинула его, но Гермес, завернув мальчика в заячьи шкуры, отнес его на Олимп и до того развеселил всех богов, а особенно Диониса, видом и живостью своего сына, что боги назвали его Паном, так как он доставил всем (греч. πάς, «весь») великую радость.
Выкрал сухожилия Зевса у Тифона. Самый древний и почитаемый бог у аркадцев, именуемый Ликейским. Преследует нимф. Окрестные жители слышали, как он играл на свирели на горе Меналион (Аркадия). Изобрел игру на свирели у горы Номия (Аркадия), где было место Мельпея.
Помогал афинянам при Марафоне, гора Пана есть на Марафонской равнине. Между Кифероном и Геликоном распевал пеан Пиндара. В городе Саэтта его полюбила некая женщина. За помощь богам Пан стал созвездием Козерога.
У египтян это самый древний бог. Когда боги были в Египте, Пан велел им превратиться в зверей, а сам стал козой. Либо стал полукозлом-полурыбой.
У Плутарха приведён рассказ о смерти Пана: греческий корабль, следовавший в Италию, попал в штиль. Когда он дрейфовал около острова Пакси, с острова послышался громкий голос, звавший кормчего корабля по имени. Когда кормчий откликнулся, голос велел ему на обратном пути объявить, что умер Великий Пан. Кормчий так и сделал, и прежде чем он произнёс слова о смерти Пана, с берега поднялся вопль множества голосов. Царствовавший в то время император Тиберий, узнав об этом происшествии, провёл расследование, и его придворные учёные предположили, что Пан мог быть смертен, поскольку являлся сыном Гермеса и Пенелопы.

## Связь с индоевропейским пантеоном
Многие современные ученые считают, что Пан происходит от реконструированного протоиндоевропейского бога Пехлусон (греч. Péh₂usōn), который был важным пастырским божеством. Пехлусон имеет общее происхождение с современным английским словом «пастбище» (англ. Pasture). Возможно, Ригведический бог плодородия Пушан имеет общее с Паном происхождение. Связь между Паном и Пушаном была впервые предположена в 1924 году немецким ученым Германом Коллицем. Знакомая нам форма имени Пан является сокращением от более раннего (др.-греч. Πάων), происходящего от корня (peh₂- «охранять, следить»). Согласно Эдвину Л. Брауну, имя Пан, вероятно, родственно (др.-греч. ὀπάων «товарищ»). Самоe ранее из сохранившихся упоминаний в литературе о Пане — Пифийская ода 3 Пиндара. В оде Пан ассоциируется с богиней-матерью, возможно, Реей или Кибелой; Пиндар упоминает девушек, поклоняющихся Пану и богине-матери возле дома поэта в Беотии.

## Культ Пана

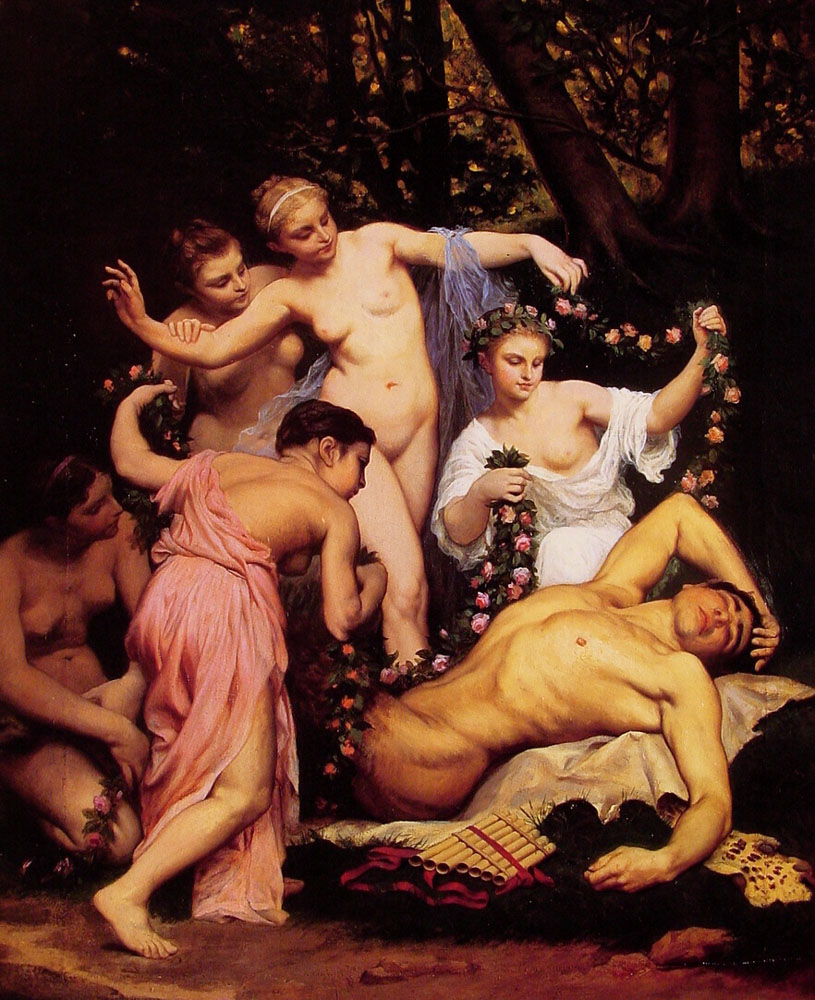
Эмиль Бен. «Сон Пана» (1870)

Роскошные долины и рощи Аркадии — царство Пана, где он резвится в кругу веселых нимф. Под его флейту или сирингу устраиваются веселые, шумные хороводы, пугающие смертных. В полдень, утомившись от занятий, Пан засыпает и с ним засыпает вся природа под знойными лучами: это затишье считалось священным и ни один пастух не осмеливался нарушить его игрой на свирели, из боязни потревожить сон бога-покровителя. Когда горная тишина нарушалась отзвуками или криками, суеверие приписывало эти звуки Пану: отсюда страх, который испытывает человек, слыша неизвестно откуда идущие звуки среди тишины, называется паническим. Это представление выразилось в сказании о любви Пана и нимфы Эхо (согласно некоторым представлениям, у них была дочь — Ямба, в честь которой назван стихотворный размер ямб).
Пан считался также богом зарождающегося света, при восходе солнца. К этому представлению относится также миф о любви его к Селене, которую он расположил к себе тем, что дал ей часть своих стад. Как бог, исполненный природного вдохновения, он был богом предсказателем; в Аркадии находился его оракул, жрицей которого была Эрато. Хорошо знакомый со всеми тропинками и дорогами своей страны, он считался богом-проводником (греч. ένόδιος, πομπαΐος), как Аполлон и Гермес; он указывал путь на суше и на море, усмиряя морские волны звуками своей флейты. Ему были посвящены горы, пещеры, дубы и сосны, а также черепахи. Как бог, любивший уединение и свободную природу, Пан не был городским божеством, и только по случайным поводам его почитали памятниками в городах. Так, в Афинах был посвящён ему грот на акрополе в память поражения персов, на которых будто Пан навёл (панический) ужас во время сражения. Знаменитая статуя Пана Общеизвестного, согласно Павсанию, стояла справа от Пропилей афинского Акрополя перед участком Артемиды и очень почиталась афинянами. Эта крупная и высокая статуя стояла на площадке под крышей.
Позднее, вследствие оргиастических свойств его характера, культ его соединился с культом Великой матери и Диониса. В Лидии Пан был отождествлен с Марсием и считался учителем Олимпа. Как похотливый и задорный товарищ менад, нимф и гермафродитов, он, подобно сатирам, был олицетворением чувственной любви; поэтому в позднейшей литературе и искусстве он изображается как спутник Афродиты и соперник Эрота.
В жертву Пану приносили коров, козлов, ягнят, молоко.
В римской мифологии Пану соответствовали Луперк, Фавн, покровитель стад, и Сильван, демон лесов.
При Птолемеях и Селевкидах Пан почитался в разных регионах Ближнего Востока. В частности, в его честь были названы город Паниум и река Баниас в Израиле.
Кроме Пана, индивидуального божества природы, были ещё существа демонического характера, называвшиеся Πάνες или Πανίσκοι — род леших с козлиными бородами, мучивших людей в горах и лесах, а также посылавших тяжёлые сны. Они жили среди стад и были товарищами сатиров.
Ему посвящены XIX гимн Гомера и XI орфический гимн. Действующее лицо комедии Менандра «Брюзга».
Ежегодно в Римской империи совершалось празднование в честь Пана, такие праздники назывались Вота и Врумалия. В западной Римской Империи они также именовались луперкалии в честь Луперка.

## Эгипан
Эгипан обычно отождествляется с Паном, но иногда считается его сыном. Эгипан — либо сын Зевса и козы, или сын Пана и козы; или сын козы Амалфеи, молочный брат Зевса. Он породил Козерога. Эгипан внушил врагам страх, когда Зевс сражался с титанами.

## Окружение Пана
- Агрей. Один из панов, брат Номия. Сын Гермеса и Сосы[41].
- Аргей. Прозвище Пана и Аристея. См. Агрей.
- Аргос. Один из сыновей Пана[42].
- Аргенн («белый»). Один из сыновей Пана[43].
- Главк. Один из сыновей Пана[44].
- Дафеней (Дафойней). «кроваво-красный». Один из сыновей Пана[45].
- Евгений (Эвгенейос). Один из сыновей Пана[46].
- Келеней (Келеневс). «чёрный». Один из сыновей Пана[47].
- Ксанф. Один из сыновей Пана[44].
- Лотос (нимфа).
- Номий. Эпитет Пана. По аркадской версии, это имя нимфы[21].
- Номий. Один из панов, сын Гермеса и Пенелопы[48].
- Оместер. «сыроядец». Один из панов[45].
- Паниск. См. Пан. Согласно Карнеаду, его голову нашли в хиосских каменоломнях[49].
- Паносилен. Старый силен, отец силенов[50].
- Питида (Пития/Питис en:Pitys) «сосна». Нимфа, возлюбленная Пана[51]. См. Нонн. Деяния Диониса II 108; XLII 252.
- Фавн. (лат.) Имя Пана. Когда Геракл носил женскую одежду, служа Омфале, Фавн по ошибке пытался его изнасиловать[52].
- Филамн. Один из сыновей Пана[53].
- Фобос. Один из сыновей Пана[53].
- Форбант. Пан, участник индийского похода[54].
- Эга. Дочь Гелиоса и Геи, мать Пана. Кормилица Зевса, сестра Амалфеи, мать Эгипана. Когда титаны напали на Олимп, Гея укрыла её в пещере.
- Эга (en:Aega (goddess)). Согласно Евгемеру, жена Пана, которую соблазнил Зевс, и она родила Эгипана[55].
- Эгокор (Айгокорос). Один из сыновей Пана[56].

## В искусстве

### В музыке
Первая из «Шести метаморфоз по Овидию» Бенджамина Бриттена для гобоя соло (1951) посвящена Пану.

### В живописи
- Картина Врубеля «Пан»